# Orsasjön
Orsasjön är en sjö i Orsa och Mora kommuner i Dalarna som genomlöps av Oreälven och ingår i Dalälvens huvudavrinningsområde. Sjön är 94 meter djup, 14 km lång, 6,5 km bred, har en yta på 52,1 kvadratkilometer och befinner sig 161 meter över havet.
Orsasjön står i förbindelse med, och avvattnas till, Siljan (också 161 m ö.h.) genom ett av Oreälven och Österdalälven bildat sund, Orsälven eller Moranoret.

## Delavrinningsområde
Orsasjön ingår i delavrinningsområde (677538-143271) som SMHI kallar för Utloppet av Orsasjön. Medelhöjden är 189 meter över havet och ytan är 117,54 kvadratkilometer. Räknas de 313 avrinningsområdena uppströms in blir den ackumulerade arean 3 304,89 kvadratkilometer. Orsälven (Oreälven) som avvattnar avrinningsområdet har biflödesordning 2, vilket innebär att vattnet flödar genom totalt 2 vattendrag innan det når havet efter 315 kilometer. Avrinningsområdet består mestadels av skog (26 procent). Avrinningsområdet har 52,07 kvadratkilometer vattenytor vilket ger det en sjöprocent på 44,3 procent. Bebyggelsen i området täcker en yta av 9,88 kvadratkilometer eller 8 procent av avrinningsområdet.